# Есб'єрг (футбольний клуб)
Есб'єрг фБ (дан. Esbjerg forenede Boldklubber (EfB)) — данський футбольний клуб з однойменного міста. Заснований 23 липня 1924 року.

## Досягнення
Суперліга:
- Переможець (5): 1961, 1962, 1963, 1965, 1979

Кубок Данії:
- Володар кубка (3): 1964, 1976, 2013

## Відомі футболісти
- Магнус Леквен — норвезький футболіст.